# Masahiko Fujiwara
Pour les articles homonymes, voir Fujiwara (homonyme).
Masahiko Fujiwara (japonais : 藤原 正彦 ; rōmaji : Fujiwara Masahiko), né le 9 juillet 1943 en Mandchourie, est un mathématicien japonais connu surtout pour son travail d’essayiste et son opposition aux réformes dans l’éducation secondaire de son pays. Il enseigne à l'Université d'Ochanomizu.

## Débuts
Masahiko Fujiwara nait dans une famille cultivée, son père Jirō Nitta et sa mère Tei Fujiwara ayant été tous deux des auteurs à succès. Son oncle est le météorologue connu Sakuhei Fujiwhara. Alors qu’il est maître de conférences à l’université du Colorado à Boulder, il se lance dans l’écriture avec un livre intitulé Wakaki sugakusha no Amerika dans lequel il explique aux Japonais la vie sur un campus américain. Il écrit également un ouvrage intitulé Harukanaru Kenburijji: Ichi sugakusha no Igirisu sur l’Université de Cambridge dans laquelle il a enseigné pendant un an. Plus tard, dans un ouvrage de vulgarisation sur les mathématiques, il distingue les beaux théorèmes des laids.

## LaDignité de la nation
Plus récemment, il écrit la Dignité de la nation (japonais : 国家の品格 ; rōmaji : Kokka no Hinkaku) qui fut, avec Harry Potter et le Prince de sang-mêlé, l'un des deux livres les plus vendus au Japon pour l’année 2006 mais qui n’a pas été traduit en français. Il y critique la prépondérance du mode de pensée occidental dans la culture japonaise et prône un retour aux valeurs traditionnelles. Il prend également position contre la mondialisation qu’il considère comme un stratagème utilisé par les États-Unis pour dominer le monde post-guerre froide. Par ailleurs, il y fustige l’économie de marché responsable, selon lui, de l’élargissement du fossé entre les riches et les pauvres.
Il pense aussi que le Japon est la seule civilisation basée sur l’émotion et l'identité nationale car ne disposant pas de religions de grande envergure telles que le Christianisme ou l'Islam. Cependant, la notion même de nation aurait disparu au profit de l’américanisation et de l’internationalisation. La société japonaise irait à sa perte en se focalisant sur les notions de réforme, logique ou de rationalité. Il y traite également de la place de la langue nationale, de la démocratie et de l’éthique samurai.

## Sources
- (en) Cet article est partiellement ou en totalité issu de l’article de Wikipédia en anglais intitulé « Masahiko Fujiwara » (voir la liste des auteurs).